# دون لو
دونالد فيرث «دون» لو (بالإنجليزية: Don Law)‏ (24 فبراير 1902 – 20 ديسمبر 1982) هو منتج موسيقي أمريكي ولد في إنجلترا. أنتج لو التسجيلات الوحيدة التي سجلها روبرت جونسون، وكان رئيس لقسم موسيقى الكانتري في كولومبيا ريكوردز وعمل مع العديد من كبار نجوم الكانتري في زمنه بما في ذلك بوب ويلز، كارل سميث، فلات أند سكارغز، ليفتي فريزل، راي برايس، جوني هورتون، مارتي روبينز، جوني كاش.

## الحياة والمهنة
ولد دون لو في حي ليتونستون في لندن،  وهو ابن فريدريك لو وزوجته ماريون لودبروك. غنى في شبابه مع جمعية لندن الكورالية، قبل أن يهاجر إلى الولايات المتحدة في عام 1924. 
بعد فترة من العمل في الزراعة في ألاباما،  بدأ العمل في دالاس كمحاسب في شركة برونزويك ريكوردز، إلى أن تم الاستيلاء عليها من قبل شركة أميريكان ريكورد في عام 1931. عمل مع المدير التنفيذي للشركة آرت ساذرلي (الذي ولد أيضًا في إنجلترا)، وعمل على اكتشاف المواهب الجديدة. في عام 1936، قام مكتشف مواهب يدعى إيرني أورتل بتقديم لو وساذرلي لمغني البلوز روبرت جونسون. سجل لو أغاني جونسون في سان أنطونيو ودالاس في جلستي تسجيل بين عامي 1936 و 1937، وهما الجلستان الوحيدتان اللتان تم فيهما تسجيل أغاني جونسون. في العام التالي، 1938، سجل لو أغنية «سان أنطونيو روز» للفنان بوب ويلز، وأصبحت هذه أغنيته المميزة.
تم الاستحواذ شركة ARC من قبل شركة كولومبيا للتسجيلات، وانتقل لو إلى مدينة نيويورك لتولي قسم تسجيلات الأطفال ضمن الشركة. ولكن سرعان ما عاد إلى موسيقى الكانتري، وفي عام 1945 أدار تسجيلات كولومبيا في أنحاء شرق تكساس، بينما أدار ساذرلي إدارة التسجيلات في غرب تكساس. تقاعد ساذرلي في عام 1952، تولى لو إدارة قسم موسيقى الكانتري في كولومبيا بالكامل، وسجل الأغاني في البداية في استوديو جيم بيك في دالاس. قام بالتوقيع مع مطربين مثل كارل سميث وليفتي فريزل وليتل جيمي ديكنز وجوني هورتون ومارتي روبنز وجوني كاش، وبعد موت بيك في عام 1956، سجل الأغاني في استوديو أوين برادلي في ناشفيل، والذي أصبح اسمه فيما بعد استوديو بي. من أهم إنتاجات لو في أواخر الخمسينيات وأوائل الستينات من القرن الماضي "The Battle of New Orleans" للمغني جوني هورتون، وأغنية “"El Paso للمغني مارتي روبينز، وأغنية "Big Bad John" لمغني جيمي دين، وكلها تصدرت قائمة بيلبورد لأغاني البوب وساعدت في نشر موسيقى الكانتري خارج الجنوب.  أنتج أيضا معظم تسجيلات جوني كاش خلال هذه الفترة.
تقاعد بشكل إجباري من شركة كولومبيا للتسجيلات في عام 1967، لكنه أسس شركة إنتاج مستقلة، دون لو برودكسنز، وواصل تحقيق بعض النجاح مع مغنين مثل هينسون كارغيل. تقاعد بشكل تام تماما في أواخر السبعينات.  توفي بسبب سرطان الرئة عام 1982 في لا مارك في غالفستون، تكساس عن عمر يناهز 80 عامًا. 
تم إدخاله بعد وفاته في قاعة مشاهير موسيقى الكانتري في عام 2001. 

## روابط خارجية
- دون لو على موقع ميوزك برينز (الإنجليزية)
- دون لو على موقع ديسكوغز (الإنجليزية)